# Talal Jebreen
Mailson Barros (18 de fevereiro de 1988 ) é um ex-futebolista da base do náutico , Brasileiro, que atuava como meia atacante e ala direito no futsal.

## Carreira
Talal Jebreen fez parte do elenco da Seleção Saudita de Futebol da Copa do Mundo de 1994. 